# Stina Blackstenius
Emma Stina Blackstenius (Vadstena, 5 februari 1996) is een Zweedse voetbalster die als aanvaller uitkomt voor Arsenal. 
In 2017 vertrok ze voor drie jaar naar Montpellier HSC, maar sinds 2019 kwam ze weer uit voor Linköpings FC, waar ze eerder ook al speelde. Op 24 mei 2025 maakte zij namens Arsenal WFC tegen FC Barcelona het enige doelpunt in de finale van de UEFA Women's Champions League.
Sinds 2015 maakt Blackstenius deel uit van het Zweeds voetbalelftal.